# Bicentenario de la Independencia de Argentina

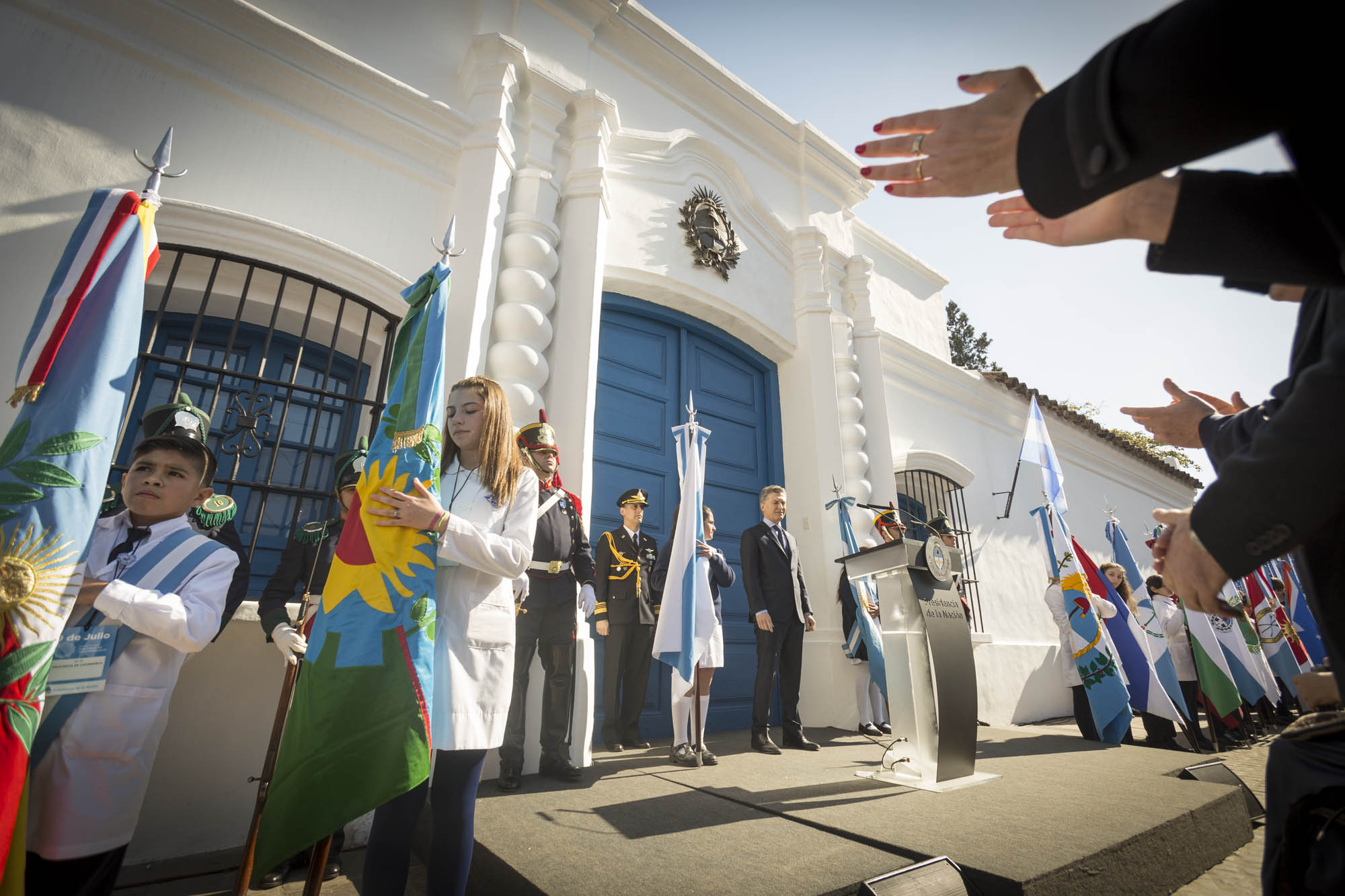
Acto oficial frente a la Casa de Tucumán.

El Bicentenario de la Independencia Argentina tuvo lugar el 9 de julio de 2016, cumpliéndose doscientos años de la declaración de la misma en la histórica Casa de Tucumán, en la ciudad de San Miguel de Tucumán.

## Antecedentes
En 2010, con motivo del bicentenario de la Revolución de Mayo, la presidenta Cristina Fernández de Kirchner en la Ciudad Autónoma de Buenos Aires, fueron los principales organizadores de las celebraciones entre el 21 y 25 de mayo del dicho año en la ciudad, habiendo organizado uno de los mayores eventos de la historia argentina. La convocatoria fue masiva con tres millones de personas reunidas en la avenida 9 de Julio, sede central de los festejos.

### Tucumán

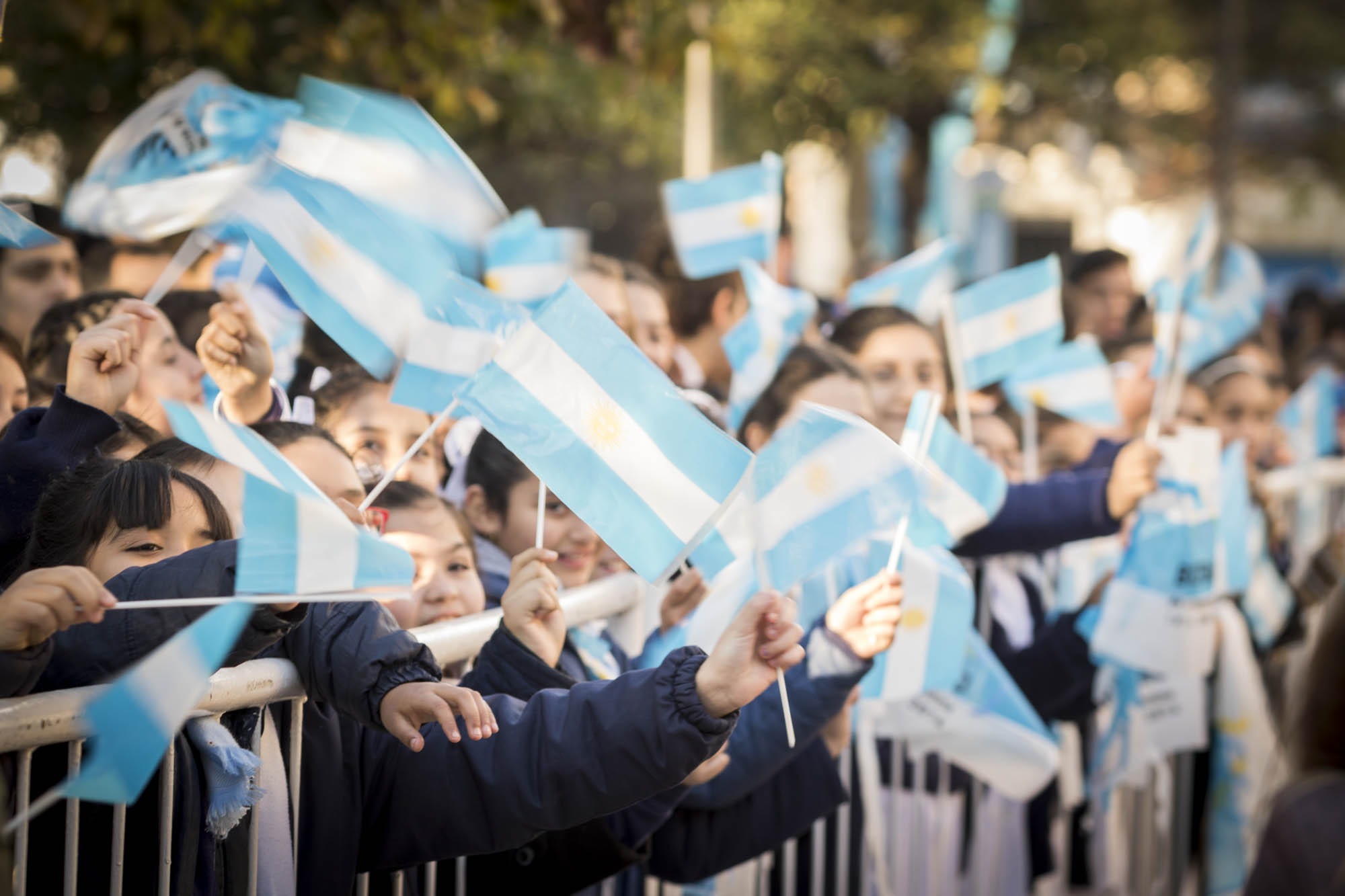
Los festejos en San Miguel de Tucumán.

## Tedeum
El Te Deum que condujo el arzobispo de Tucumán, Alfredo Zecca, quien leyó un mensaje del papa Francisco. La misiva reivindicó el concepto de la Patria Grande de San Martín y Bolívar, advirtia que «la Patria no se vende»En la puerta de la Casa Histórica, Macri desglosó un discurso muy parecido a los que hizo durante su campaña electoral. Con algunas inconsistencias históricas, como afirmar que la independencia comenzó en Tucumán sin recordar  los sucesos de mayo de 1810 en  Aires, el presidente interpretó los sentimientos de los hombres de 1816. Dijo que tenían temor por el acto de emancipación que protagonizaban y afirmó que tenían angustia de tomar la decisión, querido rey, de separarse de España.
Como parte de la política energética de Mauricio Macri, en julio de 2016 y previo a los festejos por el Bicentenario de la Independencia de Argentina, fueron anunciadas medidas dirigidas a recortar la inversión estatal en servicios públicos energéticos: agua potable y saneamiento, energía eléctrica e hidrocarburos (gas combustible y petróleo). El presidente impulsó un fuerte aumento en los precios de los combustibles, naftas y GNC, convirtiendo a la Argentina en el segundo país con las naftas más caras de Latinoamérica después de Uruguay.
A diferencia del bicentenario de 2010 el gobierno macrista reemplazo los actos populares abiertos a la ciudadanía y concentraciones masivas, por desfiles militares y los actos privados de las autoridades cerrados al público.

#### Acto central
Se desarrolló el día 9 de julio en San Miguel de Tucumán. Mauricio Macri a diferencia de los festejos del Bicentenario de la Revolución de Mayo ningún exmandatario ni gobernador fue invitado a participar de los festejos ni acudió algún mandatario extranjero. También se excluyó de las celebraciones a todos los expresidentes, a los gobernadores y a todos los miembros de la oposición.el acto oficial se dio en medio de un gran operativo de seguridad, restricciones para el público y la prensa y en medio de protestas por parte de la ciudadanía tucumana por la presencia de Mauricio Macri.Más tarde durante el desfile un grupo de personas mostraría pancartas protestando contra la política tarifaria, exigiendo la libertad de presos políticos, y el rechazo al aumento de la inflación y la pobreza.
Cuatro días antes de los festejos oficiales aún estaba en duda la participación del presidente Macri en los festejos. Desde el partido Cambiemos Tucumán perteneciente al oficialismo tampoco pudieron confirmar la agenda de Macri, afirmando que recién el viernes 8 de julio tendrían mayores detalles, ya que la Casa Rosada estaban abocados a la visita del ministro de Trabajo, Jorge Triaca a una charla en un Hotel del Abasto.
Bajo el eslogan "volvimos al mundo" Mauricio Macri invitó a varios mandatarios extranjeros a participar de los festejos, sin embargo solo asistió el emérito Juan Carlos I de España, sus viaje fue criticado en España al ser visto como una forma de eludir a la justicia española y a la opinión pública en el caso Larsen.Los tres presidentes que la Casa Rosada daba como confirmados para participar de las celebraciones –la de Chile, Michele Bachelet, el de Paraguay, Horacio Cartes y el de Italia, Sergio Mattarella declinaron asistir, lo que fue considerado un fracaso diplomático frente al Bicentenario de 2010 cuando viajaron prácticamente todos los presidentes de América del Sur y Centroamérica y se quedaron en Argentina para los dos días de ceremonias y festejos. Funcionarios del Gobierno reconocieron en privado el revés que implicó la ausencia total de jefes de Estado. contando con la total ausencia de mandatarios de otros países y falta de representantes de países vecinos y socios comerciales
Durante el acto donde actuó como único orador Mauricio Macri defendió medidas de su gobierno, el alza de tarifas de gas, agua y electricidad, criticó a los gremios y fue crítico con la reducción de la jornada laboral y utilizó el acto conmemorativo para criticar a la oposición y pedir sacrificios a la población. Tras ello pidió perdón a España en nombre de los argentinos por independizarse, cerrando el breve discurso de 20 minutos al comparar la gesta independentista con una partida de truco. Al cierre de su discurso sin referirse a la independencia pidió a los ciudadanos consumir la menor cantidad de energía posible, y criticó las jornadas laborales - que en Argentina alcanzan las 48 hs semanales- a las que consideró demasiado reducidas.
El Te Deum se realizaría en la catedral de Tucumán a las 9 de la mañana, sin embargo fue pospuesto hasta las 11hs por pedido de la presidencia que ordenó postergarlo debido a que no se consideraba una hora adecuada para el presidentedurante el mismo diversos medios captaron las imágenes de Macri bostezando durante el minuto de silencio en homenaje a los próceres de la Independencia.Tras la difusión de las imágenes del mandatario bostezando fue cortada la transmisión oficial, tras ello fue despedido el equipo periodístico del canal 7 que cubría el evento.
Tras las polémicas por su discurso del Bicentenario Macri designó a una directora de Discurso, la influencer Julieta Herrero, una exfuncionaria del Gobierno porteño que encargaría de escribir los discursos del presidente y ayudarlo a leer por 180 días.En su discurso Macri tuvo un pasaje que fue considerado desafortunado, cuando aludiendo al acontecimiento que se celebraba y dirigiéndose a Juan Carlos I afirmó que "claramente, quienes declararon la independencia debían sentir angustia, querido rey, de separarse de España”.
Paralelamente hubo manifestaciones contra la presencia de Mauricio Macri mientras se realizaba el desfile del Bicentenario en la avenida Mate de Luna.
También desfilaron otros militares acusados de delitos de lesa humanidad con un cartel en el que afirmaban que habían “combatido en el Operativo Independencia” en Tucumán, donde se creó el primer campo de concentración del país, la Escuelita de Famaillá.
En tanto, grupos de excombatientes de Malvinas, reunidos en la Asociación Combatientes de Malvinas por los Derechos Humanos, se negaron a marchar a la par de Aldo Rico y Nani y emitió un comunicado donde expresaba: “El 10 de julio no desfilamos junto a torturadores. Los colimbas tenemos memoria”.En la ciudad de Buenos Aires se levantó un gran escenario en la Plaza Vaticano, al que se accedía con una invitación privada se colocaron vallas para que el público en general no se pudiera acercar.

#### Controversias
Los invitados al acto fueron fuente de diversas críticas. En un primer momento, se le reprochó al gobierno de Macri que no se haya invitado a ningún exmandatario del país, es decir Cristina Fernández de Kirchner, Eduardo Duhalde, Fernando de la Rúa, Carlos Menem, Adolfo Rodríguez Saá ni Isabel Perón. El gobierno se excusó en que se debía a que se intentó que «el evento "inste a la unidad" y «hay una capacidad reducida en la sala de jura». 
También causó polémica la presencia del exmonarca Juan Carlos I de España, que motivó que organizaciones sociales congregadas en Tucumán armaran caravanas de repudio y 15 comunidades diaguitas, que habían sido invitadas al desfile rechazaran la invitación por la presencia del exrey de España. Para atender a Juan Carlos I, se cerró todo un piso del hotel Hilton.Los representantes de Nación Diaguita se negaron a participar de los actos por la concurrencia de Juan Carlos. “La presencia de esta persona es una enorme contradicción, representa la institución que ha cometido el más grande genocidio contra nuestros pueblos, que España nunca asumió ni reparó”.En Buenos Aires el acto central se llevó a cabo entre protestas contra el ministro Darío Loperfido con el lema “el silencio es complicidad” y volantes que señalaban a Darío Lopérfido como “persona no grata para la cultura".
En Mendoza el inspector de la orquesta Filarmónica denunció que se intentó utilizar a la banda provincial para celebrar el aniversario de la independencia estadounidense a un costo de un millón de pesos, lo que iba a ser parte de los festejos de Independencia Argentina.
En el desfile militar, se vio una columna con una bandera de excombatientes del Operativo Independencia, un «aparato represivo que llevó a cabo crímenes de lesa humanidad en tierras tucumanas». Los excombatientes fueron aplaudidos de pie por las autoridades presentes y vitoreados por los conductores del acto. Este hecho, llevó al repudio casi unánime de los organismos de Derechos Humanos y de la propia Secretaría de Derechos Humanos de la provincia de Tucumán, que remarcó que este hecho se da al mismo tiempo que se lleva a cabo el juicio por delitos de lesa humanidad cometidos en el marco de ese operativo.  pero medios remarcaron que «los controles para ingresar al desfile fueron estrictos, al punto de que cuando intentó marchar la Comisión de Familiares de Víctimas de la Impunidad, la policía los rodeó y de inmediato los desalojó». Horas más tarde Aldo Rico militar carapintada que intento un golpe de Estado en 1987 contra Raúl Alfonsín fue homenajeado y presentado como héroe por el gobierno generando controversia de la que se hicieron eco medios internacionales

También causó críticas la falta de invitación al Presidente de Bolivia Evo Morales, ya que en el Congreso de Tucumán también estuvieron representados diputados de los pueblos altoperuanos que en la actualidad integran el Estado Plurinacional de Bolivia ya que formaban parte del Virreinato del Río de la Plata.

### Acta compromiso
Fue firmada por la gobernadora de la provincia de Buenos Aires, María Eugenia Vidal; la gobernadora de la provincia de Catamarca, Lucía Corpacci; el gobernador de la provincia de Chaco, Domingo Peppo; el jefe de Gobierno de la Ciudad Autónoma de Buenos Aires, Horacio Rodríguez Larreta; el gobernador de la provincia de Córdoba, Juan Schiaretti; de la provincia de Corrientes, Ricardo Colombi; de la provincia de Entre Ríos, Gustavo Bordet; el gobernador de la provincia de Formosa, Gildo Insfrán; el gobernador de la provincia de Jujuy, Gerardo Morales; el gobernador de la provincia de La Pampa, Carlos Verna; el gobernador de la provincia de La Rioja, Sergio Casas; el gobernador de la provincia de Mendoza, Alfredo Cornejo; el gobernador de la provincia de Misiones, Hugo Passalacqua; el gobernador de la provincia de Neuquén, Omar Gutiérrez; el gobernador de la provincia de Río Negro, Alberto Weretilneck; de la provincia de Salta, Juan Manuel Urtubey; de la provincia de San Juan, Sergio Uñac; de la provincia de Santa Fe, Miguel Lifschitz; Claudia Ledesma Abdala; Rosana Bertone; Juan Luis Manzur; el vicegobernador de la provincia de Chubut, Mariano Arcioni; el vicegobernador de la provincia de Santa Cruz, Pablo Gerardo González; el presidente, Mauricio Macri, y la vicepresidenta, Gabriela Michetti. Otros gobernadores rechazaron el acta por su liviandad, o declinaron asistir al evento.Al iniciar el año el presidente anunció como parte de los festejos la renovación de la Casa de Tucumán. Sin embargo tres años después y pese a las promesas del presidente y el anuncio del Ministro Pablo Avelluto la casa histórica no había sido refaccionada, presentaba grietas en las paredes, caída de mampostería y problemas con la iluminación lo que derivó en quejas de las autoridades tucumanas que elevaron  petitotrios a la Secretaría de Cultura de la Nación y a Marcelo Panozzo, secretario de Patrimonio Cultural por no enviar los fondos para las obras.

### CABA
En la Ciudad Autónoma de Buenos Aires hubo desfile militar en avenida del Libertador finalizando en el Campo de Polo Argentino. Si bien se esperaba la presencia del Presidente en los actos de cierre dada la importancia histórica de la celebración, pocos minutos antes del comienzo de la misma, Macri anuncio por Twitter que no se presentaría en los actos porque estaba extenuado. 
El anuncio de ausencia por cansancio del presidente generó un ola de críticas y bromas contra Macri en las redes sociales y el repudio de la oposición. Macri ya venía cuestionado a causa de que ningún Presidente sudamericano asistió al país y por la presencia del ex rey Juan Carlos de España.Finalmente tras la polémica generada asistió  unos minutos al palco una hora antes que termine el festejo oficial, retirándose mientras tocaban las bandas militares
Con bandas internacionales, representativasEn tanto se presentó la Noche de los 200 años" que fue también blanco de sus críticas, ya que no dejaban ingresar al público al teatro y pusieron unas gradas en las que solo entran 1.400 personas.

#### Controversias
En el desfile militar que se realizó en la ciudad de Buenos Aires, generó controversias la participación del exmilitar carapintada Aldo Rico, que encabezó sublevaciones en 1987 y 1988 contra el gobierno democrático de Raúl Alfonsín. Asimismo también participó del desfile el teniendo coronel Emilio Nani, férreo defensor de la dictadura militar de 1976 que se encontraba en libertad condicional tras ser condenado por delitos de lesa humanidad en 2008. La Asociación Combatientes de Malvinas por los Derechos Humanos (ACOMADEH) rechazaron ser parte de la convocatoria oficial porque se los convocaba «a desfilar a todos juntos, junto a los que torturaron, a los que estaquearon, a los que humillaron a los soldados en la guerra por su condición de judío, por ser de pueblos originarios o simplemente por el color de su piel, junto a los responsables de la muerte por hambre, a los que huyeron del frente de combate». Estas participaciones también fueron repudiadas por organizaciones de Derechos Humanos, como HIJOS. El ministerio de defensa aclaró que no tomó parte en la selección de los excombatientes que participarían del desfile, la cual estuvo a cargo de los centros que agrupan a los mismos. De la misma manera, el Centro de Excombatientes Islas Malvinas de La Plata (Cecim) rechazaron integrarse «al desfile porque íbamos a compartir espacios con represores e individuos que todavía están en la Justicia, muchos están imputados por delitos de lesa humanidad, integrantes del Operativo Independencia, represores de soldados, como el caso Katz, que por ser judío fue torturado por un oficial en Malvinas».Si bien el gobierno intento despegarse de la presencia de los mismos al día siguiente medios porteños informaron que 13 militares condenados por delitos de lesa humanidad habían sido autorizados por el ministerio de Seguridad a salir del penal para asistir como invitados a los desfiles.
En las horas de la tarde, Mauricio Macri anunció a través de Twitter que no participaba del cierre del desfile militar del Bicentenario por encontrarse «cansado», hecho por el que fue muy criticado por diversos medios de comunicación Finalmente, dio marcha y acudió durante una hora al Campo de Polo.justificando que viajar a Tucumán por el acto del 9 de julio lo había dejado exhausto 

## Emblemas y símbolos

### Logotipo y canción

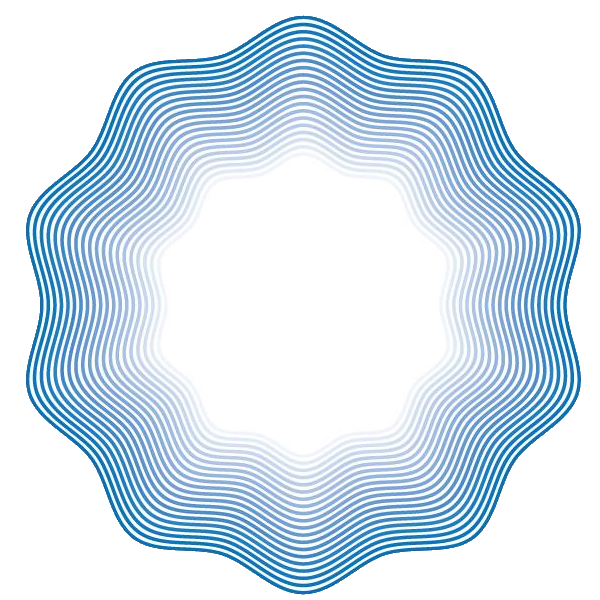
Logotipo del Bicentenario de la Independencia (presentado por Macri)

El gobierno tucumano presentó el 12 de febrero de 2016 mediante el gobernador Juan Manzur el logo y la canción Juntarnos que identificaron a los festejos.
En paralelo Mauricio Macri presentó a través de su cuenta personal en las redes sociales un segundo logotipo, este logo causó controversia por su diseño básico y el costo del mismo, además de causar mofas y memes en las redes sociales.Este logo difería del presentado originalmente por la provincia de Tucumán por lo que hubo dos logos divididos.

### Monumento

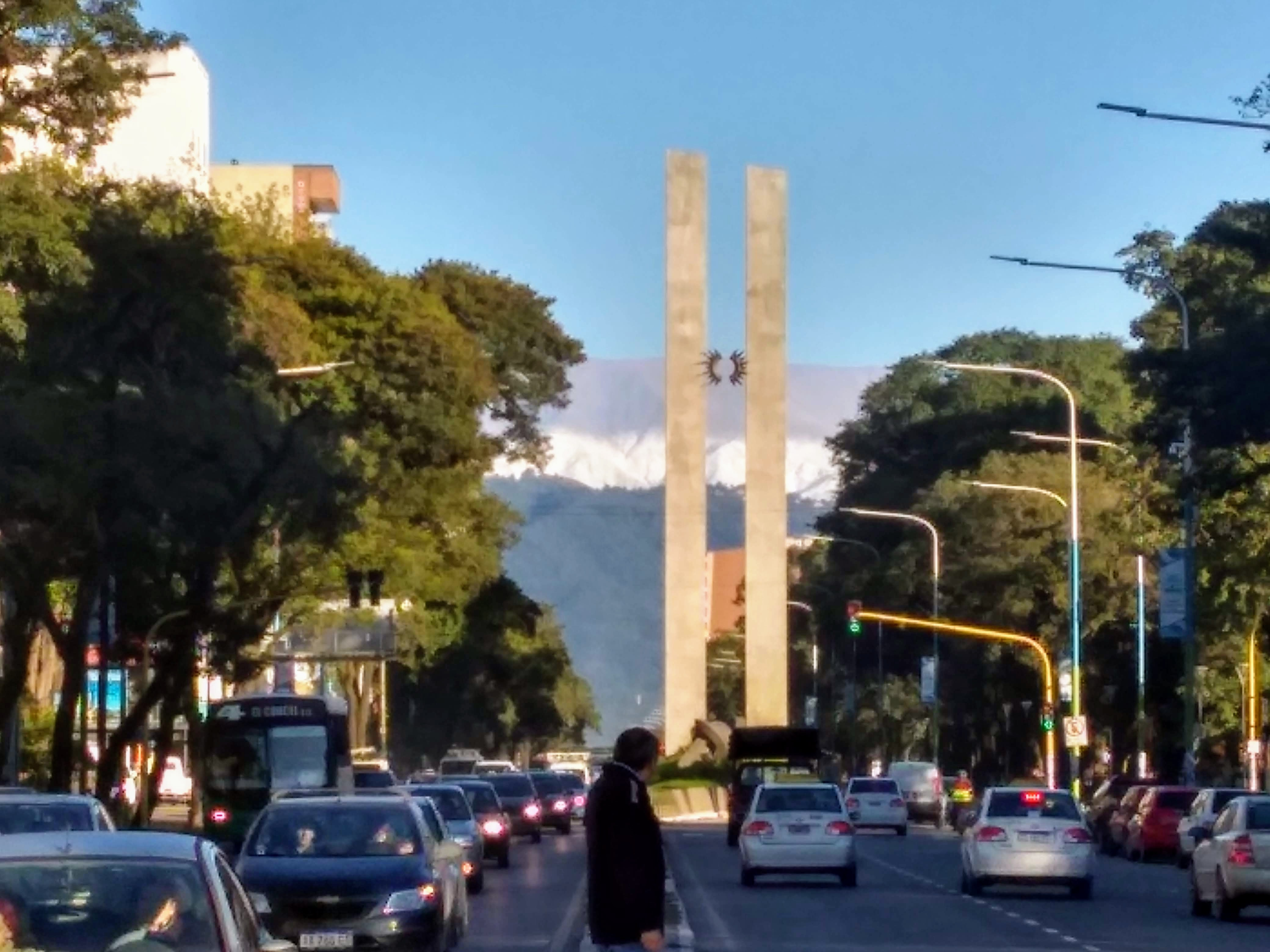
Monumento al Bicentenario de la Independencia Argentina, en la ciudad de San Miguel de Tucumán.

En San Miguel de Tucumán, fue erigido el Monumento al Bicentenario, sobre la avenida Mate de Luna. 
El monumento fue diseñado por Miguel Antonio Mazzeo y Juan Damián Bustamenteconsiste en dos columnas de hormigón, de más de 20 metros de altura, "unidas" por un sol de acero.
Diferentes sectores criticaron su ubicación afirmando que podría haber sido emplazado en el parque 9 de Julio dada la fecha histórica, junto a su aparente escasez de simbología para conmemorar los dos centurias de la Declaración de la Independencia, mientras saque otros sectores criticaron el gran  costo del monumento  con el que se podrían haber solucionado problemas de cloaca o pavimento en algunas zonas de la ciudad.  Mientras que los funcionarios municipales afirmaron que "lamentable y al mismo tiempo orgullosamente somos los únicos que hicimos un monumento".

 El monumento fue objeto de críticas y denuncias por parte de la legislatura de la ciudad de Tucumán por sobreprecios, por su costo de más de 8 millones de pesos y por ser adjudicada vía directa a una empresa investigada por irregularidades en obras en la municipalidad de San Miguel de Tucumán sin llamar a licitación ni concurso.El monumento también fue objeto de escrutinio público no solo por su costo, baja calidad de la obra, y la demora en su realización, sino también por interferir en el tránsito, produciendo embotellamientos en e centro de Tucumán desde febrero.
Dos días después de su inauguración el monumento presentaba fisuras, óxido y grietas en el metal. El monumento no aguanto es peso de la gente que se acercó a tomarse fotos por lo que fallo los niveles de regulación de altura de la fuente e hicieron que se produzca un desborde. Además se destrabaron varios hierros y se dañaron las cañerías y los cables eléctricos; lo que generó un corto circuito a solo 48 hs de su inauguración.
Por las noches permanece iluminado de color azul-celeste.